# Nidavellir
Nidavellir er en af de ni verdener i nordisk mytologi. Denne verden er hjemsted for dværgene. Er placeret i mellemste niveau af de tre som verdenerne menes inddelt i.